# Simon Zoltán (zeneszerző)
Simon Zoltán (Budapest, 1923. január 31. – Budapest, 1991. szeptember 30.) zeneszerző, karmester. A Nemzeti Színház zenei vezetője volt évtizedekig. 1982-ben a Budapesti Katona József Színház egyik alapító tagja volt.

## Életpályája
Gyermekkorában 1938-ig a Bécsi fiúkórus szólistája volt. A második vh. után először a Szegedi Tudományegyetemen bölcsészként, majd a Zeneművészeti Főiskolán zeneszerzés, karmester és karvezető szakon tanult. 
Az Ifjúsági Színház után a Magyar Állami Népi Együttes, később a SZOT Művészegyüttes karmestere volt. 1954-ben szerződött a Nemzeti Színházhoz. Itt korrepetitor, később karmester, majd zenei vezető lett. 1982-ben a Székely Gábor és Zsámbéki Gábor invitálására, az idősebb generáció egyik képviselőjeként csatlakozott a fiatalokhoz, és alapító tagja volt Budapesti Katona József Színháznak.
Pályafutása során készített zenei összeállításokat; írt önálló színpadi zenéket, azokat a legtöbb esetben betanította és rögzítette.
Komponált zenét Eck Imre, Györgyfalvay Katalin és Novák Ferenc koreográfiáihoz, Jancsó Miklós Hajnal c. filmjéhez.
Rendszeresen közreműködött a Szegedi Szabadtéri Játékok és a Gyulai Várszínház produkcióinak létrehozásában.
1990-től tanára volt a Zeneakadémián újra létrehozott egyházzenei tanszéknek.
Egy elterjedt anekdota szerint arra a kérdésre, miért nem ír zenét, azt válaszolta: azért, mert ha egymás mellé írok két hangot, tudom, hogy miből van.

## Díjai, elismerései
- Erkel Ferenc-díj (1980)